# Robert Esmie
Robert Esmie (ur. 5 lipca 1972 w Kingston) – kanadyjski lekkoatleta, sprinter – złoty medalista Mistrzostw Świata i igrzysk olimpijskich.
Urodził się na Jamajce, szybko przeniósł się do Kanady – wychował się w Sudbury (Ontario). Indywidualnie nie odnosił większych sukcesów, choć ma w dorobku jeden medal z międzynarodowej imprezy, tj. brąz podczas Halowych Mistrzostw Świata w Lekkoatletyce (bieg na 60 m Barcelona 1995).
Największe sukcesy Esmiego związane są ze startami w kanadyjskiej sztafecie 4 × 100 metrów:
- brąz Mistrzostw Świata w Lekkoatletyce (Stuttgart 1993)
- złoty medal podczas Mistrzostw Świata w Lekkoatletyce (Göteborg 1995)
- złoty medal Igrzysk Olimpijskich (Atlanta 1996)
- złoto na Mistrzostwach Świata (Ateny 1997).

## Rekordy życiowe
- bieg na 100 m – 10,10 (1997 wiatr – 2,1 m/s)
- bieg na 50 m (hala) – 5,70 (1997)
- bieg na 60 m (hala) – 6,54 (1997)